# Willard Huntington Wright

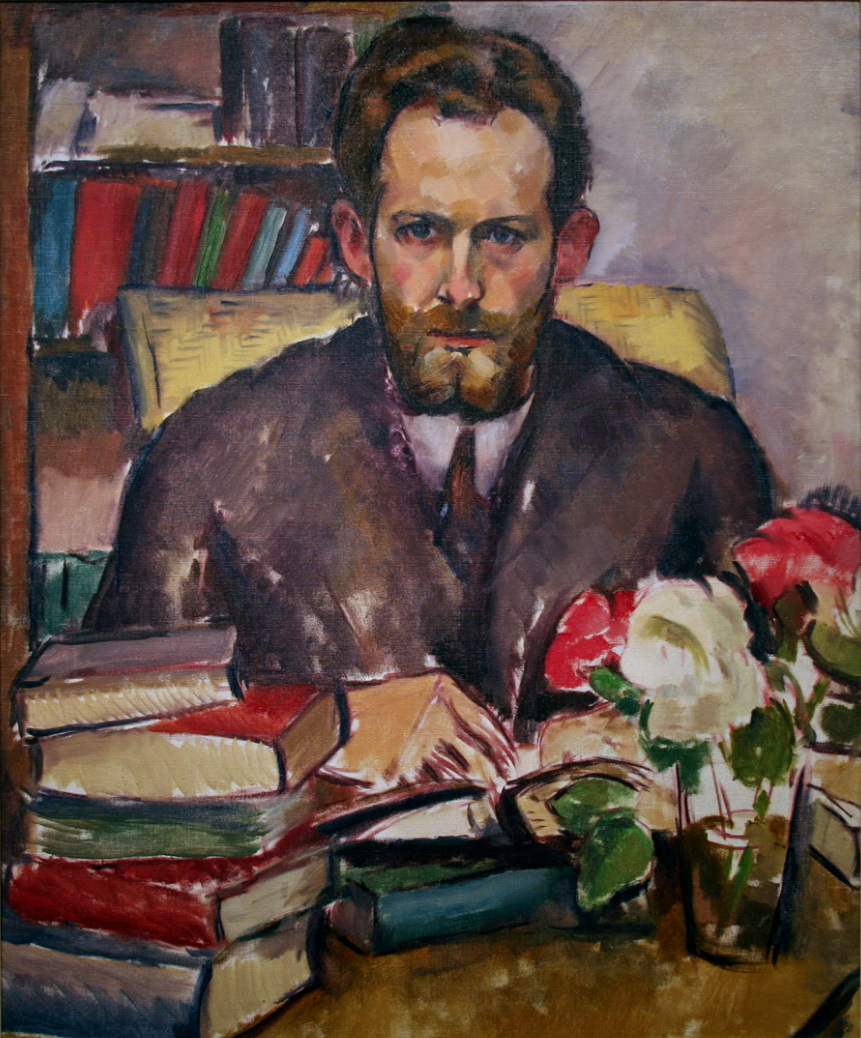
Willard Huntington Wright

Willard Huntington Wright (Charlottesville, 15 oktober 1888 – New York, 11 april 1939) was een Amerikaanse kunstcriticus die onder het pseudoniem S.S. Van Dine in de jaren 1920 en 1930 twaalf detectiveverhalen schreef met als hoofdpersoon Philo Vance.
Philo Vance is een amateurdetective die in elk boek een onopgeloste moordzaak in New York oplost. De boeken zijn in de ik-persoon geschreven door "S.S. Van Dine", een persoonlijke vriend en juridisch adviseur van de man die als een dr. Watsonfiguur de avonturen mee beleeft. Vance wordt voorgesteld als een jonge "sociale aristocraat", een kleine kunstverzamelaar met een eigen bescheiden vermogen, die weleens overkomt als cynisch of als snob. Philo Vance is overigens niet zijn ware naam; die mag Van Dine niet onthullen.
Deze boeken waren erg succesvol en de meeste ervan werden verfilmd. Philo Vance werd onder anderen vertolkt door William Powell (meermaals, onder meer in The Canary Murder Case uit 1929), Basil Rathbone (The Bishop Murder Case uit 1930) en James Stephenson (Calling Philo Vance uit 1940).

## Werk
- The Benson Murder Case (1926)
- The Canary Murder Case (1927)
- The Greene Murder Case (1928)
- The Bishop Murder Case (1928)
- The Scarab Murder Case (1930)
- The Kennel Murder Case (1933)
- The Dragon Murder Case (1933)
- The Casino Murder Case (1934)
- The Garden Murder Case (1935)
- The Kidnap Murder Case (1936)
- The Gracie Allen Murder Case (1938)
- The Winter Murder Case (postuum uitgegeven in 1939).

Onder zijn echte naam publiceerde Wright onder meer:
- What Nietzsche Taught (1915)
- Modern Painting, Its Tendency and Meaning (1915)